# 明石政紀
明石 政紀（あかし まさのり、1955年 - 2022年 ）は、日本の文筆家、翻訳家。ベルリン在住。

## 経歴
札幌市生まれ、上智大学外国語学部ドイツ語学科卒業。1980年代前半は音楽雑誌『FOOL'S MATE』誌で音楽批評を発表、1980年代から1990年代前半には六本木に存在した「WAVE」のレーベル EVAシリーズの企画制作を務め、リリースされたレコードにはディー・テートリッヒェ・ドリス、ピロレーター、アインシュテュルツェンデ・ノイバウテン、デア・プラン、パスカル・コムラード、ホルガー・ヒラー、ガイ・クルセヴェクの録音、ナチ退廃音楽展の批判的復元展ドキュメンタリーCDなどがある。日本におけるクラウトロックやノイエ・ドイチェ・ヴェレ、ドイツ1930年代の文化、映画監督ライナー・ヴェルナー・ファスビンダーなどの紹介者でもある。
著作は、諧謔小説的な要素が取り入れられていることがよくある。また、明石の影響を受けたという中原昌也は、「僕は（…）若い時分から音楽誌『フールズメイト』（…）のアルバムレヴューなどで大ファンであった。（…）デア・プランやディー・テートリッヒェ・ドリスなどのドイツの音楽だけでなく、アメリカのレジデンツまで日本盤LPに添えられたライナー（…）や歌詞の対訳の博識とダジャレに満ちた珍妙さは、いまだに僕の血や肉になっている」と記している。

## 著書
- 『第三帝国と音楽』（水声社、1995年）
- 『ドイツのロック音楽、またはカン、ファウスト、クラフトワーク』（水声社、1997年／新装版2003年）
- 『ポップ・ミュージックとしてのベートーヴェン』（勁草書房、2002年）
- 『フリッツ・ラング、または伯林・聖林』（アルファベータ、2002年）
- 『キューブリック映画の音楽的世界』（アルファベータ、2007年）
- 『ベルリン音楽異聞』（みすず書房、2010年）

## 訳書
- パスカル・ビュッシー『クラフトワーク、「マン・マシーン」とミュージック』（水声社、1994年）
- ライナー・ヴェルナー・ファスビンダー『映画は頭を解放する』（勁草書房、1998年）
- ヴォルフガング・フリューア『クラフトワーク、ロボット時代』（シンコー・ミュージック、2001年）
- マイケル・H・ケイター『第三帝国と音楽家たち、歪められた音楽』（アルファベータ、2003年）
- ダグラス・サーク／ジョン・ハリデイ『サーク・オン・サーク』（INFASパブリケーションズ、2006年）
- エーファ・ヴァイスヴァイラー『オットー・クレンペラー、あるユダヤ系ドイツ人の音楽家人生』（みすず書房、2011年）
- クリスティアン・ボーングレーバー編『ベルリン・デザイン・ハンドブックはデザインの本ではない』（ベアリン出版、2013年）
- ライナー・ヴェルナー・ファスビンダー『ファスビンダー、ファスビンダーを語る』第1巻（boid、2013年）
- ライナー・ヴェルナー・ファスビンダー『ファスビンダー、ファスビンダーを語る』第2・3巻合本（boid、2015年）